# Saison 3 de Saving Hope
Chronologie
Saison 2 Saison 4
Cet article présente le guide des épisodes de la troisième saison de la série télévisée canadienne Saving Hope.

## Synopsis
Après un accident de voiture, Charlie Harris, chef du département de chirurgie de l'Hôpital de Hope-Zion à Toronto se retrouve dans le coma. Il découvre qu'il peut se déplacer dans l'hôpital sous forme d'esprit.
Sa fiancée Alex Reid, chirurgienne, tente de le sauver avec l'aide d'autres médecins, dont le chirurgien Joel Goran.

## Distribution

### Acteurs principaux
- Erica Durance (VF : Véronique Desmadryl) : Dr Alex Reid
- Michael Shanks (VF : William Coryn) : Dr Charlie Harris
- Daniel Gillies (VF : Arnaud Arbessier) : Dr Joel Goran
- Huse Madhavji (en) : Dr Shahir Hamza
- Julia Taylor Ross : Dr Maggie Lin
- Kristopher Turner (en) : Dr Gavin Murphy (épisodes 1 à 4)
- Wendy Crewson : Dr Dana Kinney
- Benjamin Ayres (en) : Dr Zachary Miller
- Michelle Nolden : Dr Dawn Bell, ex-femme de Charlie

### Acteurs récurrents
- Glenda Braganza (en) : Dr Melanda Tolliver
- K. C. Collins (en) : Dr Tom Reycraft
- Joseph Pierre (en) : Jackson Wade
- Tyler Hynes (en) : Luke Reid, frère d'Alex (épisode 1)
- Steve Cumyn : Dr George Riediger
- Danso Gordon (de) : Dr Rian Larouche[1]
- Mac Fyfe : Dr James Dey[1]
- Stacey Farber : Dr Sydney Katz, OB/GYN[1]

## Généralités
- Cette saison comporte 18 épisodes[2].
- Cette saison est inédite dans tous les pays francophones.

## Épisodes

### Épisode 1:Le Ciel peut attendre
- Canada : 22 septembre 2014 sur CTV[1]
- Québec : 11 mai 2015 sur AddikTV
- France : sur Série Club

- Canada : 1,43 million de téléspectateurs[3] (première diffusion + différé 7 jours)

- Tyler Hynes : Luke Reid
- David Storch : Ian Taft
- Steve Cumyn : Dr. George Baumann
- Olivia Barrett : Nurse Olivia

### Épisode 2:Chacun sa chance
- Canada : 25 septembre 2014 sur CTV
- Québec : 18 mai 2015 sur AddikTV

- Canada : 1,43 million de téléspectateurs[3] (première diffusion + différé 7 jours)

- Paul Fauteux : Roy Wilson
- Joris Jarsky : David Zarb
- Tricia Braun : Laura Zarb
- Stacey Farber : Dr Sydney Katz

### Épisode 3:Éveils
- Canada : 2 octobre 2014 sur CTV
- Québec : 25 mai 2015 sur AddikTV

- Canada : 1,763 million de téléspectateurs[4] (première diffusion + différé 7 jours)

- Mark O'Brien : Marshall Parker
- David Storch : Ian Taft
- Cristina Rosato : Anna Danko

### Épisode 4:Comme avant
- Canada : 9 octobre 2014 sur CTV
- Québec : 1er juin 2015 sur AddikTV

- Canada : 1,447 million de téléspectateurs[5] (première diffusion + différé 7 jours)

- Lexa Doig : Dr. Selena Quintos
- Rick Roberts : Dr. Druckerberg
- Mac Fyfe : Dr. James Dey
- Steve Cumyn : Dr. George Baumann
- Ryan Allen : Paule Kiyimba

### Épisode 5:Animaux en libertés
- Canada : 16 octobre 2014 sur CTV
- Québec : 8 juin 2015 sur AddikTV

- Canada : 1,526 million de téléspectateurs[6] (première diffusion + différé 7 jours)

- Danso Gordon : Dr. Rian Larouche
- Mac Fyfe : Dr. James Dey
- Paulino Nunes : Dr. Rocca
- Michael Healey : Noah Stein
- Drew Nelson : Colin Merrifield
- Dylan Harman : Will

### Épisode 6:Joel 2:31
- Canada : 23 octobre 2014 sur CTV
- Québec : 15 juin 2015 sur AddikTV

- Canada : 1,407 million de téléspectateurs[7] (première diffusion + différé 7 jours)

- Mac Fyfe : Dr. James Dey
- John Paul Ruttan : Jacob Miller
- Roanna Cochrane : Vida Miranda
- Kendra Leigh Timmins : Elisa
- Seamus Patterson : Roberto
- Milton Barnes : Wayne Sharpe

### Épisode 7:Mauvais chiffres
- Canada : 26 novembre 2014 sur CTV[8]
- Québec : 22 juin 2015 sur AddikTV

- Canada : 1,188 million de téléspectateurs[9] (première diffusion + différé 7 jours)

- Robert Joy : Dr. Campbell
- C. David Johnson : Oliver Flemmer
- Milton Barnes : Wayne Sharpe
- Nigel Shawn Williams : Malcolm Eldente

### Épisode 8:Cœurs brisés
- Canada : 3 décembre 2014 sur CTV
- Québec : 29 juin 2015 sur AddikTV

- Canada : 1,245 million de téléspectateurs[10] (première diffusion + différé 7 jours)

- Lexa Doig : Dr. Selena Quintos
- Joris Jarsky : David Zarb
- Damien Atkins : Teddy
- Katie Douglas (actrice) : Tatum

### Épisode 9:De l'autre côté de minuit
- Canada : 10 décembre 2014 sur CTV
- Québec : 6 juillet 2015 sur AddikTV

- Canada : 1,329 million de téléspectateurs[11] (première diffusion + différé 7 jours)

- Lauren Lee Smith : Astrid Ray
- Brittany Allen : Megan
- Rebecca Dalton : Nora
- Claire Rankin : Tawni Willoughby
- Milton Barnes : Wayne Sharpe
- Peter Valdron : Nathan 'The Rocket' Stewart

### Épisode 10:Le Paradis
- Canada : 17 décembre 2014 sur CTV
- Québec : 13 juillet 2015 sur AddikTV

- Canada : 1,341 million de téléspectateurs[12] (première diffusion + différé 7 jours)

- Currie Graham : Dr. Thor MacLeod
- Dylan Roberts : Robert
- Milton Barnes : Wayne Sharpe
- Eliana Jones : Molly Kinney
- Junior Williams : Henry Crompton
- Christopher Cordell : Brad
- Alec Stockwell : Mac
- Sarah Wilson : Mrs. Kovacs

### Épisode 11:Piège parental
- Canada : 7 janvier 2015 sur CTV[13]
- Québec : 20 juillet 2015 sur AddikTV

- Canada : 1,327 million de téléspectateurs[14] (première diffusion + différé 7 jours)

- Glenda Braganza (Dr Melanda Tolliver)
- Kaya Joubert (Giselle)
- Theresa Joy (Keira)
- Olunike Adeliyi (Tammy 'Armageddon' Jenkins)
- Eliana Jones (Molly Kinney)
- Milton Barnes (Wayne Sharpe)
- Casey Hudecki (Shauna Gunn)
- Michael Hanrahan (Elliot Stout)
- Samantha Kaine (Leila Patterson)
- Billy Parrott (Officer Vieira)
- Sharon McFarlane (Dr Carolyn Ray)

### Épisode 12:Cœurs fragiles
- Canada : 7 janvier 2015 sur CTV[13]
- Québec : 27 juillet 2015 sur AddikTV

- Canada : 1,327 million de téléspectateurs[14] (première diffusion + différé 7 jours)

- Adamo Ruggiero (Donnie Patrillo)
- Kaya Joubert (Giselle)
- Catherine Fitch (Helen Krueger)
- Milton Barnes (Wayne Sharpe)
- Rosa Laborde (Lana David)
- Michael Hanrahan (Elliot Stout)
- Samantha Kaine (Leila Patterson)
- Harry Judge (Cpt. Ben Poole)
- Kristin Adams (Young Mother)

### Épisode 13:Promenade de santé
- Canada : 14 janvier 2015 sur CTV
- Québec : 3 août 2015 sur AddikTV

- Canada : 1,384 million de téléspectateurs[15] (première diffusion + différé 7 jours)

- Melanie Merkosky (Bernice McDavitt)
- Dylan Authors (Sam)
- Marline Yan (Jian Doo)
- Procy Eufrocinia I. Bautista (Sou Boutom)
- Ray Jacildo (Samnang)
- Allison Wilson-Forbes (Nurse Alice)
- Howard Jerome (Jim Norris)
- David Christo (Medic #2)
- Jordan Krakower (Medic #3)

### Épisode 14:Passé douloureux
- Canada : 21 janvier 2015 sur CTV
- Québec : 10 août 2015 sur AddikTV

- Canada : 1,329 million de téléspectateurs[16] (première diffusion + différé 7 jours)

- Nigel Bennett (Dr Burt Goran)
- Janet-Laine Green (Iris Pratt)
- Samuel Faraci (Henry)
- Rohan Mead (Conrad Pratt)
- Milton Barnes (Wayne Sharpe)
- Maggie Castle (Ruth)
- Hannah Miller (Neshema)
- Yatharth Bhatt (Tom)
- Ethan Hektor (Josh)
- Raven Dauda (O.R. Nurse)
- Maxine Dumont (Marion)
- Romy Weltman (Frances)
- Pauline Wong (Obstetrical Nurse)

### Épisode 15:Les Vestiges du jour
- Canada : 28 janvier 2015 sur CTV
- Québec : 17 août 2015 sur AddikTV

- Canada : 1,413 million de téléspectateurs[17] (première diffusion + différé 7 jours)

- Krystin Pellerin (Elaine)
- Paulino Nunes (Mr. Halpern)
- Lamar Johnson (Harry)
- Olivia Scriven (Tia)
- Milton Barnes (Wayne Sharpe)
- Kaya Joubert (Giselle)
- Sharon McFarlane (Dr Carolyn Ray)
- Daniel Hewko (Horatio)
- Jeff Kassel (Anthony Perez)

### Épisode 16:Un beau programme
- Canada : 4 février 2015 sur CTV

- Canada : 1,441 million de téléspectateurs[18] (première diffusion + différé 7 jours)

- Deborah Hay (Colette)
- Grant Nickalls (Mike)
- Ryan McDonald (Travis)
- Milton Barnes (Wayne Sharpe)
- Zoe Cleland (Brianna Pierre)
- Sharon McFarlane (Dr Carolyn Ray)
- Aniela Kurylo (Saleswoman)
- William MacDonald (Desmond Pierre)
- Darren Gallo (Charlie's ER Patient)
- Saad Siddiqui (Wadid Zarghami)
- Ben Mulroney (Coffee Kiosk Server)

### Épisode 17:Sans peur
- Canada : 11 février 2015 sur CTV
- Québec : 31 août 2015 sur AddikTV

- Canada : moins de 1,5 million de téléspectateurs

- Jordan Johnson-Hinds (Sean Danes)
- Wesley Morgan (Hayden)
- Jessica Rose (Christina Badali)

### Épisode 18:De si jolis chevaux
- Canada : 18 février 2015 sur CTV
- Québec : 7 septembre 2015 sur AddikTV

- Canada : 1,725 million de téléspectateurs[19] (première diffusion + différé 7 jours)

- Kjartan Hewitt : Graeme
- George Tchortov : Sgt. Marcel Thibodeau
- Milton Barnes : Wayne Sharpe
- Zarrin Darnell-Martin : Caporal Britt Delkus